# هربرت بلوکر
هربرت بلوکر (آلمانی: Herbert Blöcker; ۱ ژانویهٔ ۱۹۴۳ – ۱۵ فوریهٔ ۲۰۱۴) سوارکار اهل آلمان بود.